# Алиев, Ахмед Гаджи Мешади оглы
Ахмед Гаджи Мешади оглы Алиев — советский политический деятель, депутат Верховного Совета СССР 1-го созыва (1938—1946).

## Биография
Народный комиссар лесной промышленности Азербайджанской ССР.
Был избран депутатом Верховного Совета СССР 1-го созыва от Азербайджанской ССР в Совет Национальностей в результате выборов 12 декабря 1937 года.
Награждён орденом Трудового Красного Знамени (27.04.1940) — «в ознаменование 20-й годовщины освобождения Азербайджана от ига капитализма и установления там советской власти, за успехи в развитии нефтяной промышленности, за достижения в области подъёма сельского хозяйства и образцовое выполнение строительства Самур-Дивичинского канала».